# Bér-patak
A Bér-patak a Cserhátban ered, Bér északnyugati határában, Nógrád vármegyében, mintegy 300 méteres tengerszint feletti magasságban. A patak forrásától kezdve déli irányban halad, majd Hatvannál éri el a Zagyva folyót.
Szirák mellett ömlik bele a Sziráki-patak, Héhalomnál balról a Bujáki-patak, Nagykökényestől északra jobb oldalról a Tarcsai-patak, Herédtől délre pedig a Vanyarci-patak vizeivel gazdagodik.
A Bér-patak vízgazdálkodási szempontból a Zagyva Vízgyűjtő-tervezési alegység működési területét képezi.

## Látnivalók a patak mentén
A Bér-patak mentén fekvő településeken több műemléki épület, építmény is található. 
- Szirákon áll a Teleki-Degenfeld-kastély, a copf stílusban az 1780-as években emelt evangélikus templom és az 1784-ben emelt Teleki-sírbolt.
- A Bér-patak által kettészelt Egyházasdengelegen épült a 11. században az Árpád kori Szent Imre-templom.
- Héhalomtól délre háromlyukú kőhíd ível át a patak fölött, az 1830-as évek elején épült, 1962 óta műemléknek minősülő építmény 1975-ig volt szerves része a Versegről Héhalomra vezető országútnak, ma már nincs közúti forgalom rajta.

## Part menti települések
- Bér
- Szirák
- Egyházasdengeleg
- Héhalom
- Nagykökényes
- Heréd
- Hatvan